# Meivis
Meivis is de benaming voor vissoorten die in het voorjaar – rondom de maand mei – commercieel gevangen worden.
Als meivis worden wel aangemerkt:
- Elft
- Fint
- Geep
- Haring